# Vanderbilt (familie)
De familie Vanderbilt is een prominente en vroeger zeer rijke familie in de geschiedenis van de Verenigde Staten. De Vanderbilts zijn van Nederlands-Amerikaanse afkomst.

## Geschiedenis

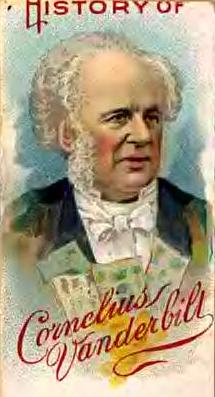
Cornelius Vanderbilt

Stamvader van de bekende familietak is Cornelius Vanderbilt (1794-1877), zoon van Cornelius Vanderbilt en Phebe Hand. Hij werd als vierde van negen kinderen geboren op Staten Island. Zijn bet-betovergrootvader, Jan Aertszoon van der Bilt (1620-1705) was een Nederlandse boer uit het dorpje De Bilt in de provincie Utrecht. Hij emigreerde naar de Nederlandse kolonie Nieuw-Nederland. Hier werkte hij als arbeider. Toen Nieuw-Nederland onder controle van de Engelsen viel, veranderde hij zijn naam van Van der Bilt naar Vanderbilt. Zijn afstammeling Cornelius Vanderbilt ging op zijn elfde van school af, waarna hij schepen en spoorlijnen opkocht, bouwde of exploiteerde. Dit maakte hem tot een van de rijkste mensen in de wereld. Zijn zoon William Henry Vanderbilt werd mede daardoor zelfs de rijkste persoon ter wereld.
De familie bezat land in Corwith Township, Michigan. Daar stichtten ze ook het dorp Vanderbilt. In 1880 legden ze de Michigan Central Railroad aan. Cornelius Vanderbilt bouwde niet alleen huizen voor zichzelf, maar ook voor zijn familie. Deze huizen worden de Vanderbilt mansions genoemd. Kort voor zijn dood in 1877 bouwde hij de Vanderbilt University in Nashville. Cornelius Vanderbilt kreeg zelfs een gouden medaille van de regering van de Verenigde Staten tijdens de Amerikaanse Burgeroorlog omdat hij de USS Vanderbilt aan het Amerikaanse leger schonk.
Een deel van Cornelius Vanderbilts nageslacht werd ook succesvol ondernemer. Alfred Gwynne Vanderbilt (1877-1915) werd een bekend paardenfokker. Hij kwam om bij de aanval op het stoomschip RMS Lusitania. Harold Stirling Vanderbilt (1884-1970) werd een beroemd sportman, die veel prijzen won met vaarwedstrijden. William Kissam Vanderbilt II richtte de Vanderbilt Cup op, een race voor auto's. Cornelius Vanderbilt IV (1898-1974) werd een beroemd schrijver. Daarnaast publiceerde hij kranten en produceerde hij films. Gloria Vanderbilt (1924-2019) was een bekend ontwerpster en leende haar naam aan een nog steeds populaire parfumlijn. De schrijver Cornelius Vanderbilt IV (1898-1974) maakte in 1934 na zijn bezoek aan Duitsland in 1933 de film Hitlers Reign of Terror: Hitlers Schrikbewind. Hij was bij de première in New York een groot succes. In 2011 vond men in België het enige overgebleven exemplaar van de rolprent, die na herstel in 2013 in New York werd vertoond.
Een groot aantal leden van de familie ligt op het Moravisch Kerkhof te New Dorp bij New York in het mausoleum van de familie. Dit werd in 1885 gebouwd door architect Richard Morris Hunt.
De huidige generatie kent deze grote rijkdom niet meer, doordat de inkomsten verminderden en de rijkdommen in het verleden opgemaakt, weggeschonken of verdeeld werden onder de vele afstammelingen.

## Familie Vanderbilt (per generatie)
- Cornelius Vanderbilt (1794–1877)
  - Phebe Jane Vanderbilt (1814–1878)
  - Ethelinda Vanderbilt (1817–1889)
  - Eliza Vanderbilt (1819–1890)
  - William Henry Vanderbilt (1821–1885)
    - Cornelius Vanderbilt II (1843–1899)
      - William Henry Vanderbilt II (1870–1892)
      - Cornelius Vanderbilt III (1873–1942)
        - Cornelius Vanderbilt IV (1898–1974)
        - Grace Vanderbilt (1900-??)

      - Gertrude Vanderbilt Whitney (1875–1942)
      - Alfred Gwynne Vanderbilt (1877–1915)
        - William Henry Vanderbilt III (1901–1981)
          - Emily Vanderbilt (1925)
          - Anne Colby Vanderbilt (1931–2014)
          - Ellen French Vanderbilt (1931)
          - William Henry Vanderbilt IV (1945)

        - Alfred Gwynne Vanderbilt II (1912–1999)
          - Wendy Vanderbilt Lehman (1939-2016)
          - Heidi Vanderbilt (1940)
          - Alfred Gwynne Vanderbilt III (1949)
            - James Platten Vanderbilt (1976)
            - Travis Murray Vanderbilt (1980)

          - Nicholas Harvey Vanderbilt (1958–1984)
          - Victoria Emerson Vanderbilt (1959)
          - Michael Dagget Vanderbilt (1967)
            - Nicolas Lymann Vanderbilt (2008)

          - Thomas Percy Cornelius Vanderbilt (1971)

        - George Washington Vanderbilt III (1914–1961)
          - Lucille Margaret Vanderbilt (1938)

      - Gladys Moore Vanderbilt Countess Széchenyi (1886–1965)
      - Reginald Claypoole Vanderbilt (1888–1925)
        - Cathleen Vanderbilt (1904–1944)
        - Gloria Vanderbilt (1924-2019)
          - Anderson Cooper (1967)

    - William Kissam Vanderbilt (1849–1920)
      - Consuelo Vanderbilt (1877–1964)
      - William Kissam (“Willie K”) Vanderbilt II (1878–1944)
        - Muriel Vanderbilt (1902-1982)
        - Consuela Vanderbilt (1903–2011)
        - William Kissam Vanderbilt III (1907–1933)

      - Harold Stirling Vanderbilt (1884–1970)

    - Frederick William Vanderbilt (1856–1938)
    - George Washington Vanderbilt II (1862–1914)
      - Cornelia Stuyvesant Vanderbilt (1900–1976)

  - Emily Almira Vanderbilt (1823–1896)
  - Sophia Johnson Vanderbilt (1825–1912)
  - Marie Louisa Vanderbilt (1827–1896)
  - Frances Lavinia Vanderbilt (1829–1869)
  - Cornelius Jeremiah Vanderbilt (1830–1882)
  - Mary Elecia Vanderbilt (1834–1902)
  - Catherine Juliette Vanderbilt (1836–1881)
  - George Washington Vanderbilt (1839–1864)

## Huizen
Vanaf 1870 tot ongeveer 1930 liet de familie Vanderbilt enorme huizen bouwen. Veel van deze huizen zijn tegenwoordig musea. Een aantal van deze huizen staat hieronder weergegeven.
- Frederick William Vanderbilt (1856-1938), Hyde Park, Hyde Park, New York, 1896-1899; McKim, Mead and White, nu Vanderbilt Mansion National Historic Site
- William Kissam Vanderbilt (1849-1920), Idle Hour, Oakdale, Long Island, New York; gebouwd van 1878 tot 1879; Richard Morris Hunt (verwoest door brand, 1899), 660 Fifth Avenue, New York, gesloopt in 1926.
- William Kissam Vanderbilt, Marble House, Newport, Rhode Island, gebouwd van 1888 tot 1892; Richard Morris Hunt
- William Kissam Vanderbilt II, Eagle’s Nest, Centerport, New York, gebouwd van 1910 tot 1936; Warren & Wetmore
- George Washington Vanderbilt II (1862-1914), Biltmore Estate, Asheville, North Carolina, gebouwd van 1888 tot 1895; Richard Morris Hunt (Het grootste huis van de Verenigde Staten)
- Cornelius Vanderbilt II (1843-1899), The Breakers, Newport, Rhode Island, gebouwd van 1892 tot 1895; Richard Morris Hunt
- Florence Vanderbilt (Mrs. Hamilton Twombly) (1854-1952), Florham, Convent Station, New Jersey, 1894-1897; McKim, Mead and White (nu kantoorgebouw, Fairleigh Dickinson University).